# Falcidectes divisus
Falcidectes divisus är en insektsart som beskrevs av Rentz, D.C.F. och Gurney 1985. Falcidectes divisus ingår i släktet Falcidectes och familjen vårtbitare. Inga underarter finns listade i Catalogue of Life.